# Papiro Setne II
Il Papiro Setne II è un antico papiro egizio risalente al I secolo d.C. e conservato al British Museum.

## Storia e datazione
Il papiro Setne II è scritto sul retro di un documento greco databile al periodo del regno dell'imperatore Claudio (41-54 d.C.), e misura 1,69 x 0,33 metri. Pur risalendo al I secolo, il papiro riporta vicende avvenute durante il regno di Ramesse II (1292-1186 a.C.).
Il papiro è divenuto particolarmente noto in Italia in seguito alla traduzione effettuata nel 1977 dal mago Silvan dell'episodio di Siosiri, in quanto riporterebbe il primo esempio documentato di un book test («prova del libro»), un esperimento paranormale celebre tra gli illusionisti che consiste nel leggere un libro qualsiasi aperto da una seconda persona in un luogo lontano dal prestigiatore.

## Contenuto

### La storia di Setne e di suo figlio Siosiri
Una notte Setne, figlio di Ramesse II, dopo avere a lungo pregato gli dèi che gli concedessero la benedizione di un figlio, ricevette finalmente da una voce l'annuncio che presto gli sarebbe nato un bambino: Siosiri (letteralmente «Il figlio di Osiride»). Il figlio nacque, dimostrando già nei primi anni di vita di possedere dei poteri sovrumani.
Avvenne poi che un messaggero proveniente dall'Etiopia si recasse presso il palazzo del Faraone, portando con sé un messaggio scritto sopra un papiro. L'etiope lanciò una sfida all'intero popolo egiziano: quella di leggere il contenuto del papiro senza aprirne i sigilli. Se nessun uomo in tutto l'Egitto vi fosse riuscito, l'intera nazione sarebbe caduta nel disonore. Ramesse pregò suo figlio Setne di trovare qualcuno capace di realizzare un simile prodigio. Setne domandò dieci giorni di tempo per trovare una soluzione. I giorni trascorsero tuttavia senza che nessuno se la sentisse di tentare in quella impresa. Sennonché un giorno Siosiri, accortosi dell'inquietudine di suo padre e domandatagliene la ragione, venne a sapere della sfida. Non appena il padre ebbe terminato il racconto, Siosiri scoppiò a ridere: «Padre, perché mai vi preoccupate di una simile cosa? Io sono capace di leggere quel papiro senza aprirne i sigilli». Quindi invitò il padre a scendere al piano terra della loro casa e a prendere un libro qualsiasi dalla loro cesta, ed ogni volta egli seppe indovinare il contenuto dei volumi pur rimanendo al piano superiore, e prima ancora che il padre li aprisse. Condotto senza indugio a corte, Siosiri rivelò parola per parola il contenuto del papiro recato dall'etiope, salvando così il suo popolo dal disonore.
Il contenuto del papiro raccontava di una vicenda avvenuta 1500 anni prima, quando Sa-Neheset, un mago etiope, aveva sfidato il mago egiziano Sa-Paneshe. Sa-Paneshe era risultato vincitore. L'etiope, cacciato dall'Egitto, fu costretto a giurare sugli dèi che non sarebbe ritornato prima di millecinquecento anni. Conclusa la lettura, Siosiri si rivolse a Ramesse proclamando solennemente che il messaggero etiope era appunto Sa-Neheset, tornato dall'oltretomba per vendicarsi, e che egli stesso era in realtà Sa-Paneshe, tornato dalla morte per sfidarlo una seconda volta. I due maghi si scontrarono per lungo tempo, sfoderando continui incantesimi. Infine un incantesimo di fuoco bruciò il corpo di Sa-Neheset, e Sa-Paneshe uscì vittorioso, come millecinquecento anni prima, per essere quindi richiamato da Osiride nel mondo degli inferi.

## Analogie con la figura di Cristo
Molti studiosi hanno notato delle analogie tra la figura di Siosiri e quella di Gesù Cristo. Siosiri infatti riunisce in sé elementi umani e divini: nato da un uomo e da una donna, è detto «figlio del dio Osiride». Annunciato al padre in sogno (come Gesù), a 12 anni viene notato dai sacerdoti del tempio per la sua conoscenza dei testi sacri. Così come altri episodi comuni dalla vita di Gesù e Siosiri Questi tratti in comune con Gesù Cristo hanno portato a ritenere possibile una influenza di fonti ebraiche sull'ignoto autore del papiro Setne II.